# カズラガイ
カズラガイ（鬘貝または葛貝, 学名: Phalium flammiferumは、トウカムリガイ科に属する巻貝で、白地に橙褐色の縞模様の美しい貝殻を持ち、砂底に棲む貝である。

## 形態
貝殻は殻高約7cm以下で、螺塔は低く、丸みのある堅固な貝殻を持つ。体層は広く、浅い螺溝が巻かれ、白地に橙褐色の縦縞が描かれる。水管溝は背側に反り返り、殻口外唇部は肥厚して外側へ反り返る。タイコガイ属の特徴として、貝殻の成長は比較的短期間に一気に行われ、殻頂から見て時計回りに約240度まで伸長した場所で再度外唇部を肥厚させ安定期に移る。成長前の外唇は完全には溶解吸収されず、縦張肋として反時計回りに約240度戻った場所に残される。白色の広い足をもち、前方に触角が突き出し、そのつけねに小さい眼がある。水管を水管溝から上方に突き出して海水を吸入する。蓋は殻口に比べて小さく角質で薄い。本種は、内湾に棲む貝殻が丸くて腹面に滑層が広がるタイプをカズラガイPhalium strigatumと呼び、外洋に面した海岸に棲み貝殻が若干細くて螺塔が少し高めのタイプは、ナガカズラガイと呼ばれ区別されると図鑑などではされているものの、愛知県周辺では両者は混在しており生息深度が若干異なるだけのようである。
画像はナガカズラ。

## 生態
水深10-50mの砂底に棲み、トウカムリガイ科の特徴として、ウニやタコノマクラなどの棘皮動物を酸で溶かして食べる。

## 分布
日本海側は新潟以南、太平洋側は房総半島以南で、台湾、南シナ海にかけて分布する。

## 人との関係
江戸時代後期の武蔵石壽による『目八譜』に「鬘介」(かずらがい)として紹介されている。肉は臭いため食用とされない。貝殻は美しいので好まれ、2015年発行の日本郵便「夏のグリーティング」82円切手にカズラガイの図が採用されている。近年、内湾に棲む貝殻が丸いタイプが減少しているため、愛知では準絶滅危惧種に指定されている。